# Cordell Tinch
Cordell Tinch (* 13. Juli 2000) ist ein US-amerikanischer Leichtathlet, der sich auf den 110-Meter-Hürdenlauf spezialisiert hat und auch im Hoch- und Weitsprung an den Start geht.

## Sportliche Laufbahn
Cordell Tinch wuchs in Chicago und später in Green Bay auf und studierte zuerst an der University of Minnesota und spielte dort Football. 2019 wechselte er an die University of Kansas und spezialisierte sich dort auf die Leichtathletik, unterbrach aber sein Studium aufgrund der Covid19-Pandemie. 2022 begann er ein Studium an der Pittsburg State University und schaffte 2023 seinen internationalen Durchbruch. Er stellte neue Bestleistungen im 110-Meter-Hürdenlauf sowie im Hoch- und Weitsprung auf und im Juni siegte er mit 12,96 s beim Arkansas Grand Prix und lief damit eine der schnellsten Zeiten der Geschichte über 110 m Hürden. Im August erreichte er bei den Weltmeisterschaften in Budapest das Halbfinale und schied dort mit 13,31 s aus.

## Persönliche Bestzeiten
- 110 m Hürden: 12,96 s (+1,3 m/s), 23. Juni 2023 in Fayetteville
  - 60 m Hürden (Halle): 7,51 s, 11. März 2023 in Virginia Beach
- Hochsprung: 2,21 m, 27. Mai 2023 in Pueblo
- Weitsprung: 8,16 m (+1,1 m/s), 25. Mai 2023 in Pueblo